# Вороновицька дача (заповідне урочище)
Вороновицька Да́ча — заповідне урочище в Україні. Розташоване на території Немирівського району Вінницької області, біля села Чаульське.  
Площа 22,7 га. Оголошене відповідно до Розпорядження Вінницького облвиконкому № 384 від 29.08.1984 року. Перебуває у віданні ДП Вінницьке лісове господарство (Вороновицьке лісництво, кв. 60). 
За геоботанічним районуванням України ця територія належить до Європейської широколистяної області, Подільсько-Бессарабської провінції Вінницького (Центральноподільського) округу. Ділянка розташована на вершині високої гряди Подільської височини. Лісові угрупування тут представлені високопродуктивними дубово-ясеневими лісами віком 90 років з запасом деревини 280 куб. м/га. В деревостанах трапляються також в'яз гірський, граб звичайний, клен гостролистий, явір, черешня пташина. 
Переважають угрупованню дубово-ясеневих лісів яглицевих з покриттям 70—80 %. Основу травостану утворює яглиця звичайна (60—80 %), також трапляються неморальні види — копитняк європейський, медунка темна, проліска багаторічна, костриця велетенська, зеленчук жовтий, глуха кропива плямиста, воронець колосистий, підмаренник запашний, зірочник лісовий, печіночниця звичайна та інші.

## Характеристика території
За фізико-географічним районуванням України ця територія належить до Гнівансько-Гайсинського району області Подільського Побужжя Дністровсько-Дніпровської лісостепової провінції Лісостепової зони. Характерною для цієї області є хвиляста, з яругами й балками, лесова височина з сірими і темно-сірими опідзоленими ґрунтами. З геоморфологічної точки зору описувана територія являє собою підвищену сильно розчленовану лесову рівнину позальодовикової області алювіальної акумулятивної рівнини. Клімат території помірно континентальним. Для нього характерне тривале, нежарке літо, і порівняно недовга, м'яка зима. Середня температура січня становить -6.5°… -6°С, липня +19°…+18,5°С. Річна кількість опадів становить 550—525 мм.